# Nisbus
Een nisbus is een korte metalen buis die dient om een kachel, cv-ketel of  geiser op een stenen schoorsteenkanaal aan te sluiten.
De nisbus, die verkrijgbaar is in diverse maten, is doorgaans gemaakt van gegalvaniseerd  staal en bestaat uit een ronde binnen- en een buitenbus. De afvoerpijp van het aan te sluiten toestel wordt in de buitenbus, om de binnenbus geschoven. Daarmee wordt voorkomen dat deze te ver in het afvoerkanaal kan worden gestoken.
De nisbus wordt geplaatst in een gat dat in de schoorsteen is aangebracht. Hij kan worden vastgezet met (gewone) specie, of als het gat niet te groot is, met (hittebestendige) kit. De zichtbare rand van de nisbus wordt afgedekt door de afvoerpijp te voorzien van een rozet.